# Evangelista Valli
Evangelista Valli (Faenza, 20 luglio 1894 – Bologna, 12 settembre 1948) è stato un insegnante e antifascista italiano, che ha svolto un’intensa attività di educatore anticonformista negli anni del fascismo e dell’immediato dopoguerra. Fra i suoi studenti, ci furono Francesco Leonetti, Roberto Roversi e Pier Paolo Pasolini.

## Biografia
Nasce a Faenza il 20 luglio 1894, quarto di cinque fratelli, da Bernardo e da Teresa Lanzoni, sorella di Francesco, che sarà il suo vero primo maestro. Un fratello più grande, Edoardo, sarà il padre del noto giornalista Bernardo Valli, mentre il fratello minore Francesco si distinguerà per i suoi studi storici e agiografici. 
Dopo avere conseguito il diploma liceale nel 1913 nel Liceo Torricelli, partecipa come ufficiale alla prima guerra mondiale e viene decorato con medaglia d’argento per il suo comportamento nella Decima battaglia dell'Isonzo, dove riporta una ferita invalidante al braccio destro che in seguito lo esonererà dal saluto fascista. Compie gli studi universitari a Firenze, dove conosce Gaetano Salvemini e si laurea in filosofia con Francesco De Sarlo.
Intraprende poi la carriera di insegnante liceale, prima a Faenza (1925-1938), nel liceo di cui era stato allievo e poi al Liceo Galvani di Bologna, dove sarà a lungo ricordato come “educatore schietto e affascinante che sapeva trasformare le sue lezioni in analisi preveggenti dei fatti del suo tempo”.
Dopo la liberazione di Bologna, è chiamato dagli Alleati a fungere da provveditore agli studi della provincia; tornato all’insegnamento, muore per infarto il 12 settembre 1948.

## Curiosità
In una puntata, registrata nel 1971, della trasmissione televisiva III B facciamo l'appello, Enzo Biagi raccolse intorno a sé alcuni ex compagni di scuola del Galvani, fra cui il giornalista Sergio Telmon, l'onorevole Agostino Bignardi, l'attore Daniele Vargas e Pier Paolo Pasolini. Fra le memorie comuni, quando si rievocano i vecchi professori, il primo nome su cui tutti convergono è quello di Evangelista Valli.

## Opere
- L'opera di Francesco Lanzoni. Bibliografia degli scritti e note, Stab. Grafico F.lli Lega, Faenza 1934.
- Della genesi del fascismo, in Tempi Nuovi, Anno I, nn. 3, 4 e 5, 1945.
- (con Giuseppe Donati), L'itinerario spirituale di Francesco Lanzoni (col testo inedito), a cura du Giovanni Cattani, Lega, Faenza, 1958.
- Della guerra in tempo di guerra. Diario e lettere di un professore di storia, 1941-1945. a cura di Alberto Preti e Francesca Valli, Pendragon, Bologna 2023.